# Dewey F. Bartlett

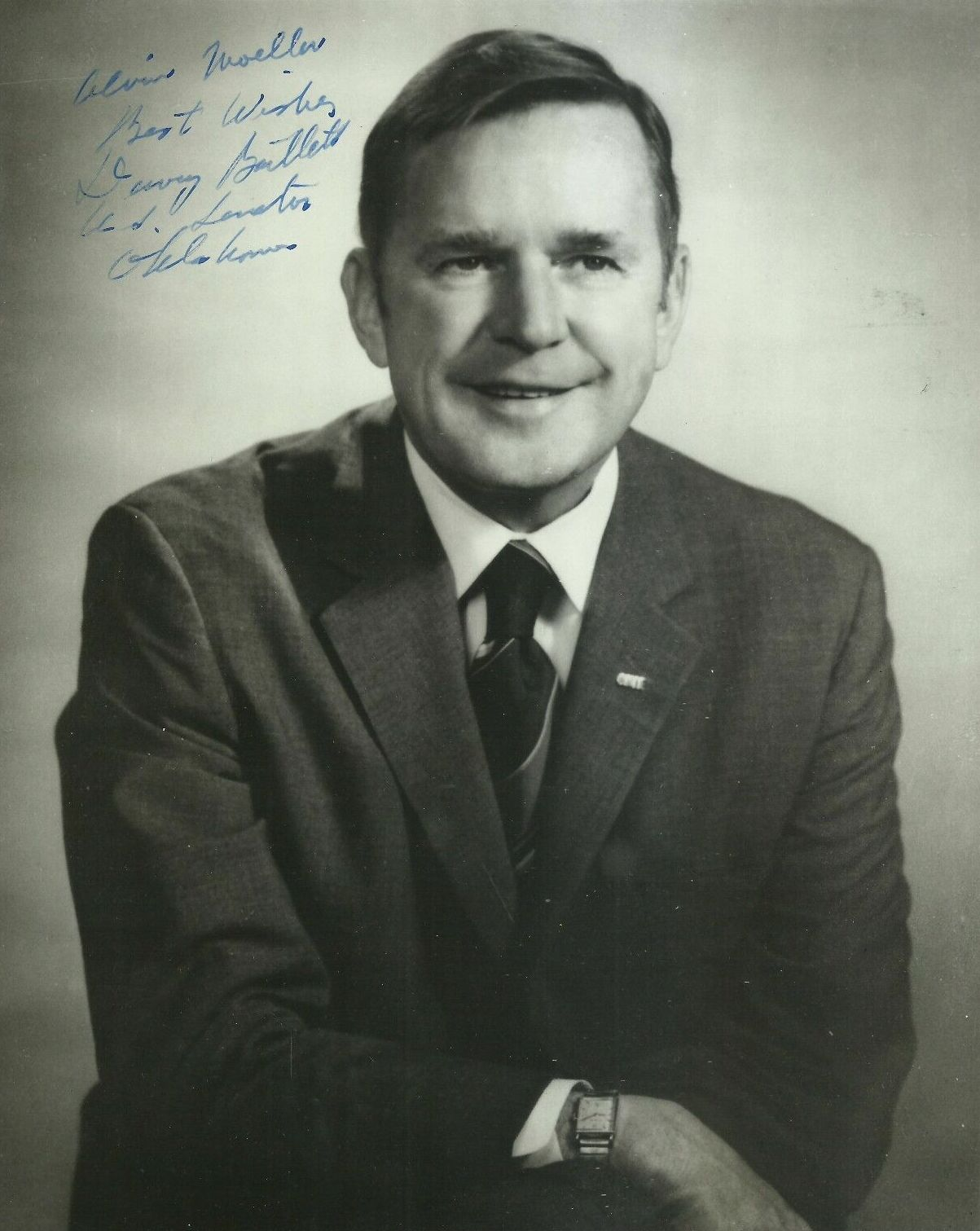

Dewey Follett Bartlett, Sr. (ur. 28 marca 1919 w Marietcie w stanie Ohio, zm. 1 marca 1979 w Tulsie) – amerykański polityk, działacz Partii Republikańskiej.
Walczył w II wojnie światowej. Od 1962 do 1966 zasiadał w senacie stanowym Oklahomy. W latach 1967–1971 pełnił funkcję gubernatora Oklahomy. Od 1973 do 1979 był senatorem 2. klasy ze stanu Oklahoma.
W 1945 poślubił Ann Chilton Smith. Para miała troje dzieci. Ich syn Dewey F. Bartlett, Jr. od 2009 do 2016 był burmistrzem Tulsy.